# Korholansaari
Korholansaari är en ö i Finland.   Den ligger i kommunen Rantasalmi i den ekonomiska regionen  Nyslotts ekonomiska region  och landskapet Södra Savolax, i den sydöstra delen av landet, 270 km nordost om huvudstaden Helsingfors. Korholansaari ligger i sjön Alanen.